# HMS Basilisk (H11)
«Базіліск» (англ. HMS Basilisk (H11) — військовий корабель, ескадрений міноносець типу «B» Королівського військово-морського флоту Великої Британії за часів Другої світової війни.

## Історія створення
Ескадрений міноносець «Базіліск» був закладений 18 серпня 1929 року на верфі компанії John Brown & Company у Клайдбанку. 6 серпня 1930 року він був спущений на воду, а 4 квітня 1931 року увійшов до складу Королівських ВМС Великої Британії.

## Історія служби
Спочатку «Базіліск» проходив службу в Середземноморському флоті, 1936 році переведений до Домашнього флоту. Під час Громадянської війни в Іспанії корабель залучався до виконання бойових завдань поблизу берегів Іспанії з метою блокади контрабанди зброї на Піренейський півострів. 

### Друга світова війна
З початком Другої світової війни «Базіліск» взяв активну участь у бойових діях на морі, бився у Північній Атлантиці, в Норвегії, у Франції, супроводжував конвої.
13 листопада 1939 року британський есмінець «Базіліск» разом з есмінцем «Бланш» та мінним загороджувачем «Едвенчур», проводили патрулювання навколишніх вод. Близько 5:25 на міні, встановленої німецькими есмінцями в естуарії Темзи, «Едвенчур» підірвався, зазнавши серйозних пошкоджень. Загинуло 23 члени екіпажу. Есмінці надалі допомогу та забезпечили взяття його на буксир. Але, о 8:10 на міні підірвався вже «Бланш» і швидко затонув. Це був перший британський есмінець, утрачений під час війни.
1 червня 1940 року при проведенні операції «Динамо» з евакуації військ з Франції за один день німецькою авіацією знищені есмінці «Базіліск», «Кейт», «Гавант», «Фудруайян» та ще щонайменше 26 кораблів і суден союзників були затоплені.
За проявлену мужність та стійкість у боях Другої світової бойовий корабель відзначений двома бойовими відзнаками.